# Аттингер, Руди
Ру́ди А́ттингер (нем. Ruedi Attinger; род. 1953) — швейцарский кёрлингист.
В составе мужской сборной Швейцарии участник чемпионата мира 1984 (стали серебряными призёрами), четырёх чемпионатов Европы (лучший результат — чемпионы в 1976). Чемпион Швейцарии среди мужчин и среди юниоров.

## Достижения
- Чемпионат мира по кёрлингу среди мужчин: серебро (1979).
- Чемпионат Европы по кёрлингу: золото (1976).
- Чемпионат Швейцарии по кёрлингу среди мужчин: золото (1979).
- Чемпионат Швейцарии по кёрлингу среди юниоров: золото (1974).

## Команды
| Сезон   | Четвёртый        | Третий           | Второй               | Первый        | Турниры            |
| ------- | ---------------- | ---------------- | -------------------- | ------------- | ------------------ |
| 1974    | Бернард Аттингер | Руди Аттингер    | Курт Аттингер        | Louis Keller  | ЧШЮ 1974           |
| 1976—77 | Петер Аттингер   | Бернард Аттингер | Маттиас Нойеншвандер | Руди Аттингер | ЧЕ 1976            |
| 1978—79 | Петер Аттингер   | Бернард Аттингер | Маттиас Нойеншвандер | Руди Аттингер | ЧШМ 1979 · ЧМ 1979 |

(скипы выделены полужирным шрифтом)

## Частная жизнь
Из семьи кёрлингистов. Его отец, Петер Аттингер старший — чемпион Швейцарии в 1972 году (скип команды, где играл и Петер-младший, впервые став чемпионом Швейцарии). Его братья Петер, Вернер, Бернард и Курт Аттингеры — также кёрлингисты, в команде Петера-младшего становились чемпионами Швейцарии и Европы, призёрами чемпионатов мира. Его племянник, сын Петера, Феликс Аттингер — скип своей команды, призёр чемпионатов Швейцарии (бронза в 2016 и серебро в 2017); тренером его команды является Петер.